# Динокрок
«Динокрок» (англ. Dinocroc) — американский фильм ужасов 2004 года режиссёра Кевина О'Нейла.
Слоган фильма: «It feeds on fear» («Он питается страхом»). Действие происходит в США в 2003 году.

## Сюжет
На территории Северной Африки палеонтологи обнаружили останки гигантского динозавра, похожего одновременно на тираннозавра и крокодила и достигавшего 15-ти метров в длину. В лаборатории биотехнологии корпорации «GERECO» (Genetical Research Corporation) проводится исследование ДНК этого существа, с целью выделения гормона, обусловливающего его необычайно быстрый рост и развитие, для дальнейшего коммерческого использования. Учёным «GERECO» удалось клонировать двух детёнышей «динокрока».
Вначале всё идёт хорошо, но вскоре события принимают непредвиденный оборот — один из двух «подопытных образцов» загрыз другого, затем напал на сотрудницу лаборатории, убил её и убежал. Чтобы избежать скандала, мисс Пола Кеннеди — глава корпорации «GERECO» — запрещает своим работникам рассказывать кому бы то ни было о сбежавшем из лаборатории существе. Между тем оно обосновалось на территории заповедника «GERECO», стремительно растёт и продолжает нападать на людей. Сначала его жертвой становится один из служащих «GERECO», затем — двое браконьеров, и наконец — двенадцатилетний мальчик Майкл Бэннинг, который попал в заповедник, разыскивая пропавшую собаку.
Всё ещё надеясь сохранить тайну, мисс Кеннеди приглашает из Австралии известного герпетолога и охотника Дика Сидни, задача которого — выследить, найти и убить динокрока, пока о нём не узнал кто-нибудь из «непосвящённых».
Маленькая экспедиция, возглавляемая Диком, отправляется по следам динокрока. В её составе — руководитель лаборатории «GERECO» доктор Лоренс Кэмпбелл и двое местных жителей — очаровательная Дайана Харпер из службы спасения животных и её «бойфренд», молодой скульптор Том Бэннинг (брат погибшего мальчика). Им удаётся обнаружить логово хищника, но, прежде чем они успевают что-то предпринять, происходит новая трагедия — динокрок атакует людей, проводящих свой уикэнд в зоне отдыха на озере Грант; три человека погибают, в том числе доктор Кэмпбелл. Скрыть происшествие на озере от общественности уже невозможно; тем не менее, корпорация «GERECO» упорно отказывается признавать свою вину в случившемся. По предложению Тома Бэннинга «команда» Дика при участии шерифа Харпера, потерявшего во время облавы пятерых своих подчинённых, строит ловушку-«душегубку» для чудовища в туннеле под железнодорожной насыпью. Чтобы привлечь динокрока, Харпер, несмотря на протесты Дайаны, забирает собак из её приюта и размещает их по дороге от озера до туннеля. Дайана и Том тайком отвязывают собак, но невольно сами становятся приманкой для динокрока. Дик Сидни отвлекает внимание хищника на себя, и это позволяет Дайане и её другу спастись, а Харперу — захлопнуть ловушку.
Узнав о случившемся, Пола Кеннеди резко меняет тактику: с киносъёмочной группой она приезжает на место событий, чтобы на фоне мёртвого динокрока отснять видеорепортаж о «выдающемся вкладе» компании «GERECO» в победу над чудовищем. Но, пока идёт съёмка, угарный газ из ловушки выветривается; динокрок приходит в себя, и мисс Кеннеди становится его последней жертвой. После этого он нападает на Дайану и Тома. Однако Тому удаётся заманить его на железнодорожные пути, прямо под проходящий поезд.
И всё-таки это ещё не конец — когда счастливо спасшаяся влюблённая пара уезжает, динокрок поднимается и уходит, оглашая окрестности своим рёвом.

## Актёры и персонажи
- Дик Сидни (Костас Мэндилор) — герпетолог и специалист по рептилиям.
- Харпер (Чарльз Нэпьер) — шериф.
- Дайана Харпер (Джейн Лонгенекер) — его дочь; работает в Службе спасения животных.
- доктор Лоренс Кэмпбелл (Брюс Уэйтц) — биолог, руководитель лаборатории биотехнологии «Джереко».
- Джудит (Джейми Акхави) — врач.
- Пола Кеннеди (Джоанна Пакула) — глава корпорации «Джереко»
- Том Бэннинг (Мэтт Борленги) — скульптор, бывший «бойфренд» Дайаны.
- Майкл Бэннинг (Джейк Томас) — его младший брат, 12-ти лет от роду.
- Керриган (Макс Перлич) — полицейский.
- Эдвин Дейндерс (Прайс Карсон) — сотрудник корпорации «Джереко»; «специализируется» на кормлении подопытных животных.

## Сиквел
Джим Уайнорски выдвигал идею о фильме «Динокрок против динозавра» с Дэвидом Кэррадином, в котором Динокрок будет сражаться с другим динозавроподобным существом — чудовищным крокодилом Супергатором из фильма «Охота на динозавра» (англ. Supergator), который был выпущен Робом Робертсоном в 2007 году. Также была выдвинута идея по созданию схожего фильма «Акулозавр» (англ. DinoShark). Показ обоих фильмов состоялся на канале SyFy летом 2010 года.

## Интересные факты
- Мировая дата выхода фильма — 13 мая 2004 года.
- Съёмки фильма велись в Южной Калифорнии.
- Прототипом монстра из фильма послужила реальная палеонтологическая находка — саркозух (Sarcosuchus imperator). Но чтобы сделать ископаемую рептилию более стремительной, а значит, более опасной, создатели фильма придали ей сходство с тираннозавром — в частности, «заставили» динокрока передвигаться на двух ногах, хотя подлинный саркозух, судя по особенностям его скелета, как и все крокодилы, такой способностью не обладал.
- Озеро Грант, в районе которого развёртываются события фильма, не существует в действительности; соответствующие эпизоды снимались в окрестностях сразу двух озёр — Хьюгс Лейк и Элизабет.
- В дневное время суток для съёмок динозавра использовалась механическая кукла, а в вечернее — компьютерная графика.